# Tinnye
Tinnye is een plaats (község) en gemeente in het Hongaarse comitaat Pest. Tinnye telt 1382 inwoners (2001).